# Alfons Wielingen
Alfons Wielingen (Paramaribo, 31 maart 1944) is een Surinaams zanger. Hij zong als jongen in koren, zoals in de St. Rosakerk in Paramaribo. In Nederland trad hij op met The Ebony, en door heel Europa met The Needles. Daarnaast zong hij in The Stanvaste Singers en richtte hij The Resurrection Singers op. Solo bracht hij enkele cd's uit.

## Wielingen
Wielingen werd geboren in Paramaribo1944 en zong vanaf jonge leeftijd in zangkoren, in het bijzonder het koor van de St. Rosakerk. Hij zong toen veel in het latijn zonder deze taal te verstaan. Als tiener veranderde zijn interesse in Amerikaanse muziek van zangers als Sam Cooke en Jackie Wilson. Surinaamse zangers uit zijn tijd waren Theo Bijlhout, Oscar Harris, Max Nijman en Ruud Seedorf.
Toen hij twintig was vertrok hij naar Nederland om Engels te studeren. Eenmaal daar kreeg hij het aanbod om leadzanger te worden van de Surinaamse groep The Ebony. Zijn studie raakte definitief op de achtergrond toen hij werd gevraagd als leadzanger van The Needles. Deze wending betekende voor hem een overstap in de professionele muziek. Met de band reisde hij door heel Europa.
Hij bleef rond 1978 een tijd in Italië wonen en werd toen tijdens de Grote Soul Show in Nederland aangekondigd als "Alfons Wielingen uit Italië". Eenmaal teruggekeerd in Nederland, sloot hij zich aan bij het Surinaamse koor The Stanvaste Singers. Hij verliet dit koor in 1986 en richtte met The Resurrection Singers een koor van 17 leden op. Het koor begeleidde ook allerlei artiesten, onder wie de Amerikaanse zanger Solomon Burke.
Hij keerde hierna terug naar Suriname en bracht verschillende cd's uit. Naast de muziek is hij betrokken bij activiteiten die betrekking hebben op de Surinaamse onafhankelijkheid. In 2013 werd hij door president Bouterse benoemd tot Grootofficier in de Ere-Orde van de Gele Ster.